# Nadine Coyle
Pour les articles homonymes, voir Coyle.
 (septembre 2019).
Si vous disposez d'ouvrages ou d'articles de référence ou si vous connaissez des sites web de qualité traitant du thème abordé ici, merci de compléter l'article en donnant les références utiles à sa vérifiabilité et en les liant à la section « Notes et références ».
Nadine Coyle (née le 15 juin 1985 à Derry en Irlande du Nord) est une chanteuse irlandaise, membre du groupe Girls Aloud.

## Biographie

### Carrière
Nadine Coyle devient rapidement célèbre. Native de Derry / Londonderry en Irlande du Nord, elle participe à Popstar en 2001 alors qu'elle n'est même pas majeure. Elle gagne l'émission irlandaise et est choisie pour participer au groupe Six. Pourtant, un peu plus tard, elle décide de le quitter car elle a menti sur son âge.
À l'âge de 18 ans, elle se représente à Popstars: The Rivals et le remporte au Royaume-Uni. Elle devient membre du groupe Girls Aloud avec qui elle place 20 singles consécutifs dans le top 10 des ventes. 
Elle pose à de nombreuses reprises dans le FHM du Royaume-Uni.
Elle sort son premier album en 2010 sous le nom de Nadine et Insatiable sort. L'album et le single sont uniquement vendus à Tesco.
En 2017, elle sort le single Go To Work, suivi de Girls On Fire, Gossip et September Song en 2018, tous extraits de son EP Nadine. Nadine Coyle a participé au Great Stand up 2 Cancer Bake Off.

### Vie privée
En 2004, Nadine Coyle rompt avec le footballeur Neil McCafferty parce qu'ils étaient trop occupés chacun de leur côté. Le couple s'était formé à l'école et datait de 2000, avec des amis qui clamaient qu'ils étaient presque mariés. 
En février 2006, des rumeurs parlent d'une relation avec la star de la série américaine Desperate Housewives Jesse Metcalfe. En dépit des démentis, les tabloïds du monde entier prennent des photos de leurs rendez-vous et le couple finit par confirmer les rumeurs au sujet de leur couple. Le 16 novembre 2006, de nombreux tabloïds parlent de leur prétendue rupture, mais le 28 novembre New! magazine sort des photos les montrant de nouveau ensemble : le couple finit par confirmer,.
Le 15 août 2013, Coyle annonce qu'elle est enceinte de son premier enfant. Le père est son ancien fiancé, le footballeur Jason Bell,. Leurs fille, Anaíya Bell, est née le 10 février 2014.